# 215 Oenone
Oenone /iːˈnoʊniː/ (định danh hành tinh vi hình: 215 Oenone) là một tiểu hành tinh điển hình ở vành đai chính. Ngày 7 tháng 4 năm 1880, nhà thiên văn học người Nga Viktor K. Knorre phát hiện tiểu hành tinh Oenone khi ông thực hiện quan sát ở Berlin và đặt tên nó theo tên Oenone, một nữ thần trong thần thoại Hy Lạp. Đây là tiểu hành tinh thứ hai trong số bốn tiểu hành tinh do ông phát hiện.